# Ефремова, Надежда Александровна
Наде́жда Алекса́ндровна Ефре́мова (20 января 1989, Мичуринское, Ленинградская область) — российская биатлонистка, неоднократная чемпионка и призёр чемпионата России. Мастер спорта России по лыжным гонкам (2010) и биатлону (2013).

## Биография
Представляет Ханты-Мансийский автономный округ и Центр спортивной подготовки Югры. Тренеры — В. П. Захаров, П. В. Захаров.
В 2015 году принимала участие в Универсиаде в Словакии, заняла 13-е место в спринте, восьмое — в гонке преследования и 16-е — в масс-старте.
На чемпионатах России выигрывала золотые медали в 2015 и 2017 годах в гонке патрулей, неоднократно была серебряным и бронзовым призёром. На чемпионатах России по летнему биатлону дважды завоёвывала серебро в эстафетах.
Становилась победительницей этапов Кубка России.
Окончила Российский государственный педагогический университет им. А. И. Герцена (Санкт-Петербург, 2011).